# Émile Bertin (cruzador)
O Émile Bertin foi um cruzador rápido operado pela Marinha Nacional Francesa. Sua construção começou em meados de agosto de 1931 nos estaleiros da Chantiers de Penhoët em Saint-Nazaire e foi lançado ao mar no começo de maio de 1933, sendo comissionado na frota francesa em maio do ano seguinte. Era armado com uma bateria principal composta por nove canhões de 152 milímetros montados em três torres de artilharia triplas, tinha um deslocamento carregado de mais de oito mil toneladas e alcançava uma velocidade máxima de 34 nós (63 quilômetros por hora).
O Émile Bertin teve um início de carreira tranquilo, servindo tanto no Oceano Atlântico quanto no Mar Mediterrâneo. A Segunda Guerra Mundial começou em 1939 e no ano seguinte o navio participou da Campanha da Noruega, em seguida transportando ouro para o Canadá. A França foi derrotada durante a viagem e o cruzador ficou internado em Martinica até 1943, quando se juntou à França Livre, participando de operações no Mediterrâneo até o fim da guerra. Após o conflito foi brevemente usado como navio-escola até ser descomissionado em agosto de 1951 e desmontado.